# هزاره هشتم (پیش از میلاد)
(هزاره ۹ پ‌م - هزاره ۸ پ‌م - هزاره ۷ پ‌م - هزاره‌های دیگر)

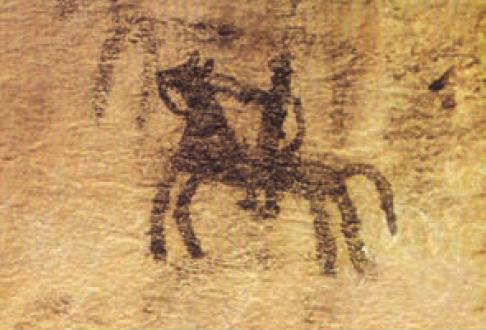
دیوارنگاری غار دوشه، خرم‌آباد لرستان، حدود هزاره هشتم پیش از میلاد

کشاورزی در هزاره هشتم پیش از میلاد، به‌طور گسترده‌ای در هلال حاصلخیز و آناتولی گسترش پیدا کرد.
سفال گسترده‌تر شد و دامداری (چوپانی) در آفریقا و اوراسیا گسترش پیدا کرد. جمعیت جهان حدود ۵ میلیون بود.
هزاره هشتم پیش از میلاد، سال‌های ۸۰۰۰ تا ۷۰۰۱ پیش از میلاد (حدود ۱۰ هزار سال پیش از میلاد تا حدود ۹ هزار سال پیش از میلاد) را در بر می‌گیرد. از نظر گاهشماری، این دومین هزاره کامل از دوران هولوسن فعلی است و کاملاً در فاز نوسنگی پیش از سفال B (PPNB) از نوسنگی اولیه قرار دارد. تعیین دقیق تاریخ وقایعی که در حوالی این هزاره رخ داده‌اند غیرممکن است و تمام تاریخ‌های ذکر شده در اینجا، تخمین‌هایی هستند که عمدتاً بر اساس تجزیه و تحلیل زمین‌شناسی و انسان‌شناسی یا با استفاده از تاریخ‌گذاری رادیومتری انجام شده‌اند.

## محیط جهانی[۱]
در مقیاس زمانی زمین‌شناسی، اولین مرحله چینه‌شناسی از دوران هولوسن، «گرینلندین» از حدود ۹۷۰۰ سال قبل از میلاد تا تاریخ ثابت ۶۲۳۶ سال قبل از میلاد است و بنابراین شامل کل هزاره هشتم می‌شود. گرینلندین پس از دوره دریاس جوان رخ داد و اساساً شامل تغییر آب و هوایی از نزدیک یخچالی به بین یخچالی بود که باعث عقب‌نشینی یخچال‌ها و بالا آمدن سطح دریاها شد. در اواخر هزاره هشتم، بهینه‌ترین شرایط آب و هوایی هولوسن (HCO) - که به حداکثر حرارتی هولوسن (HTM) نیز معروف است - به عنوان یک دوره گرم آغاز شد که تقریباً ۴۰۰۰ سال تا حدود ۳۰۰۰ سال قبل از میلاد ادامه داشت. تابش خورشید در طول تابستان در نیمکره شمالی به طور غیرمعمولی قوی بود و گرمایش قابل توجهی در عرض‌های جغرافیایی بالاتر مانند گرینلند، شمال کانادا و شمال اروپا مشاهده شد که منجر به کاهش یخ‌های دریای قطب شمال شد.
در طول هزاره هشتم، چهار فوران آتشفشانی شناخته شده با بزرگی ۵ ریشتر بالاتر از شاخص انفجار آتشفشانی (VEI) رخ داده است. این فوران‌ها در دهانه آتشفشانی روتوما در منطقه آتشفشانی تائوپو نیوزیلند حدود ۷۵۶۰ سال قبل از میلاد؛ لوینایا پاست در جزایر کوریل حدود ۷۴۸۰ سال قبل از میلاد؛ پیناتوبو در جزیره لوزون در فیلیپین حدود ۷۴۶۰ سال قبل از میلاد؛ دهانه آتشفشانی فیشر و در جزیره یونیماک در جزایر آلوتی حدود ۷۴۲۰ سال قبل از میلاد رخ داده‌اند. بزرگترین فوران در دهانه آتشفشانی فیشر با شاخص VEI 6 رخ داد که بیش از ۵۰ کیلومتر مکعب (۱۲ مایل مکعب) تفرا تولید کرد.
تاریخ حدود ۷۶۴۰ پیش از میلاد برای برخورد شهاب فرضی تولمان با زمین در نظر گرفته شده است. این فرضیه معتقد است که در نتیجه یک فاجعه جهانی مانند سیل جهانی افسانه‌ای رخ داده است. شهاب‌ها سیارک‌ها یا دنباله‌دارها هستند.
بر اساس تاریخ‌گذاری‌های رادیومتری، مراحل اصلی سکونت در شیلوروکامبوس بین پایان هزاره نهم پیش از میلاد و پایان این هزاره، مدت‌ها قبل از فرهنگ خیروکیتیا، رخ داده است. واقعیت این است که ناپدید شدن آن در مرحله میانی در شیلوروکامبوس، در نیمه دوم این هزاره، یک حادثه منفرد نیست، بلکه یکی از چندین جلوه از یک تغییر فرهنگی عمیق است.

## جمعیت و جوامع[۱]
در خارج از خاور نزدیک، اکثر مردم در سراسر جهان هنوز در جوامع پراکنده شکارچی-گردآورنده زندگی می‌کردند که به طور محکم در دوران پارینه سنگی باقی مانده بودند. در خاورمیانه، فرهنگ و فناوری نوسنگی تا ۸۰۰۰ سال قبل از میلاد در بخش عمده‌ای از هلال حاصلخیز تثبیت شده بود و به تدریج به سمت غرب گسترش می‌یافت، اگرچه اعتقاد بر این است که تا حدود پایان این هزاره به اروپا نرسیده است. تکنیک‌های کاشت و برداشت از طریق آسیای صغیر و از طریق دریای اژه به یونان و بالکان منتقل شد. این تکنیک‌ها، عمدتاً، کشت گندم و جو و اهلی کردن گوسفند، بز و گاو بود.
جمعیت جهان احتمالاً پایدار و به آرامی در حال افزایش بوده است. تخمین زده شده است که حدود ۱۰۰۰۰ سال قبل از میلاد مسیح، حدود پنج میلیون نفر جمعیت داشته که این تعداد تا ۵۰۰۰ سال قبل از میلاد به چهل میلیون و تا ۱۶۰۰ سال قبل از میلاد به ۱۰۰ میلیون نفر رسیده است. این نرخ رشد، میانگین ۰.۰۲۷٪ در سال از آغاز نوسنگی تا عصر برنز میانی است.

## هلال حاصلخیز[۱]
تا حدود ۷۵۰۰ سال پیش از میلاد ، مکان‌های مهم در داخل یا نزدیکی هلال حاصلخیز شامل اریحا، عین غزال، هوله، تل اسود، تل ابوهریره، تل قرامل، تل موریبیت، جرف الاحمر، گوبکلی تپه، نوالی چوری (Nevalı Çori) ، حاجیلار، چاتال‌هویوک، هالان چمی تپه(Hallan Çemi Tepesi,)، چایونو تپه، شانه در، جرمو، زریوار، گنج دره و علی کش بودند. اریحا در دره اردن در طول این هزاره همچنان مهم‌ترین مکان جهان بود. چاتال‌هویوک یک سکونتگاه بزرگ اولیه شهری مربوط به دوران نوسنگی و مس سنگی در جنوب آناتولی بود که از حدود ۷۵۰۰ سال پیش از میلاد رونق داشت تا اینکه حدود ۵۷۰۰ سال پیش از میلاد متروکه شد.

## سفالگری و سیستم‌های تاریخ‌گذاری[۱]
در آن زمان، به خودی خود، سفالگری در خاور نزدیک وجود نداشت، زیرا چرخ سفالگری هنوز اختراع نشده بود. ظروف سفالی اولیه با دست و اغلب با استفاده از کلاف پیچی و پخت در کوره ساخته می‌شدند. دیم کتلین کنیون، باستان‌شناس اصلی تل السلطان (اریحای باستانی) بود و کشف کرد که هیچ سفالی در آنجا وجود ندارد. ظروفی که او پیدا کرد از سنگ ساخته شده بودند و او به طور منطقی حدس زد که ظروف ساخته شده از چوب یا الیاف گیاهی مدت‌ها پیش پوسیده شده‌اند. اولین سیستم سفالگری گاه‌شماری توسط سر آرتور ایوانز برای یافته‌های عصر برنز خود در کنوسوس ابداع شده بود و کنیون از آن به عنوان معیاری برای نوسنگی خاور نزدیک استفاده کرد. او این دوره را به مراحلی به نام نوسنگی پیش از سفال A (PPNA)، از حدود 10000 سال قبل از میلاد تا حدود 8800 قبل از میلاد، تقسیم کرد. نوسنگی پیش از سفال B (PPNB)، که شامل کل هزاره هشتم، از حدود 8800 قبل از میلاد تا حدود 6500 قبل از میلاد، می‌شود. و سپس نوسنگی سفالی (PN)، که نقاط شروع متفاوتی از حدود ۶۵۰۰ سال قبل از میلاد تا آغاز عصر برنز تا پایان هزاره چهارم (حدود ۳۰۰۰ سال قبل از میلاد) داشته است.

## کشاورزی در قاره آمریکا[۱]
از حدود ۸۰۰۰ سال پیش از میلاد بود که کشاورزی در سراسر قاره آمریکا، به ویژه در مکزیک امروزی، توسعه یافت. محصولات کشاورزی متعددی در دنیای جدید، همانطور که اکنون نامیده می‌شوند، وجود داشت و اهلی‌سازی با سیب‌زمینی و کدو تقریباً در همین زمان آغاز شد. سایر محصولات کشاورزی طی ۷۵۰۰ سال بعدی شروع به برداشت کردند، از جمله فلفل تند، ذرت، بادام زمینی، آووکادو، لوبیا، پنبه، آفتابگردان، کاکائو و گوجه فرنگی.

## سایر تحولات فرهنگی[۱]
قدمت محوطه میان‌سنگی کوه سندل در ایرلند به حدود ۷۹۰۰ تا ۷۶۰۰ سال قبل از میلاد مسیح برمی‌گردد. مدت‌ها تصور می‌شد که این مکان، قدیمی‌ترین فعالیت انسانی در این جزیره باشد، تا اینکه کشف غار آلیس و گوندولین، این قدمت را به ۱۰۰۰۰ سال قبل از میلاد مسیح بازگرداند.
تاریخ ساخت خانه‌ای گرد در نزدیکی هوویک، نورث‌آمبرلند، با استفاده از روش تاریخ‌گذاری رادیوکربن، حدود ۷۶۰۰ سال قبل از میلاد محاسبه شده است. اعتقاد بر این است که این مکان حدود ۱۰۰ سال مسکونی بوده است.
فسیل هومو ساپینس از کمب‌کاپل در جنوب فرانسه، که در سال ۱۹۰۹ کشف شد، ۹۵۰۰ سال قدمت دارد (حدود ۷۵۰۰ سال قبل از میلاد).

## رویدادها
۸۰۰۰ سال قبل از میلاد- آخرین دوره یخبندان به پایان می‌رسد.
۸۰۰۰ سال قبل از میلاد- در ترکیه چند شهرک تأسیس شد.
۸۰۰۰ سال قبل از میلاد- در جنوب غربی نیجریه امروزی شهرکی تأسیس شد.
۸۰۰۰ سال قبل از میلاد- جمعیت جهان: ۵٬۰۰۰٬۰۰۰

## سده‌ها
- سده ۸۰ پ. م
- سده ۷۹ پ. م
- سده ۷۸ پ. م
- سده ۷۷ پ. م
- سده ۷۶ پ. م
- سده ۷۵ پ. م
- سده ۷۴ پ. م
- سده ۷۳ پ. م
- سده ۷۲ پ. م
- سده ۷۱ پ. م